# Lorenzo II de' Medici
Lorenzo II de' Medici, född 12 september 1492 i Florens, död 4 maj 1519 på Villa Medici i Careggi nära Florens, var härskare i Florens från 1513, hertig av Urbino från 1516. Äldste son till Piero di Lorenzo de' Medici (1471–1503) och Alfonsina Orsini.

## Biografi
När de' Medici föll från makten 1494 genom Frankrikes ingripande, tvingades släkten till exil. Såsom manlig ättling till Cosimo den äldre, var Lorenzo II egentligen arvinge till Florens vid faderns död 1503. 1512 kunde släkten återvända bland annat med hjälp av kyrkan, men maktkampen mellan olika partier fortsatte. Kyrkan utlyste Piero de' Medicis yngre bröder till guvernörer av Florens, och det var inte förrän 1516 Lorenzo II officiellt godtogs av kyrkan som dess härskare. 1513 valdes Lorenzos farbroder Giovanni de' Medici till påve under namnet Leo X, och han lät tillsätta flera släktingar på högre poster; sin yngre broder Giuliano upphöjde han till guvernör samma år (död 1516). Kusinen med samma namn blev 1523 påve, känd som Clemens VII. 
Lorenzo II de' Medici var gift med Madeleine de la Tour d'Auvergne, och far till Katarina av Medici, drottning av Frankrike.

## Eftermäle
Niccolò Machiavelli dedicerade skriften Fursten åt honom. 
Vid sin broder Giulianos och brorson Lorenzo II:s död lät Leo X Michelangelo utföra gravmonument åt dem, idag känt som Medicikapellet i Florens.